# 쌍점
쌍점(雙點, colon, 콜론)은 문장 부호 ':'의 이름이다.

## 일반적 사용
일반적인 사용에 대한 것이다. 아래는 예시이다.
- 시간 표시

11:05 (11시 5분)
- 항목과 내용

국적: 대한민국
성별: 남자
- 화자와 내용

A: 안녕하세요 B 씨.
B: A 씨 오랜만입니다.

### 서양어권
- 목록 앞

There are three fruits: an apple, an orange, and a grape.
→과일 3개가 있다. 그것은 사과, 오렌지, 포도이다.
The agenda are as follows :
→안건은 다음과 같다.
- 문어체에서 인용문장 앞(인용문장을 강조하는 의미이다. 보통은 쉼표를 쓴다.)

He looked at the picture and exclaimed : "What a beautiful picture!"
→그는 그림을 보고 "정말 아름다운 그림이야!" 라고 외쳤다. 
- 부제목

## 수학에서의 사용
- 비 표시

1:3 (1 대 3)

## 컴퓨터에서의 사용
- DOS에서 드라이브 문자 다음에 쓴다. (예: C 드라이브 → C:)
- Mac OS에서는 폴더 이름 뒤에 쓴다. (이것은 UNIX에서 "/"나 DOS에서 "\"에 해당한다.)
- BASIC 등 일부 프로그래밍 언어에서는 레이블 (명령문 줄에 이름)의 끝에 사용한다.
- 일부 프로그래밍 언어에서 "::"로 참조 범위(클래스 또는 전역 등)를 나타내는 연산자로 쓰인다.
- BASIC는 여러 개의 명령을 하나의 행에 작성하는 경우 각 명령 사이에 쓴다. (예 : P=19800:T=1.05:PRINT P*T)
- 위키백과 등 여러 위키위키에서 이름공간을 나타낼 때 쓴다. (예 : 위키백과:대문)

## 부호 위치
| 기호 | 유니코드 | JIS X 0213 | 문자 참조         | 명칭                                     |
| ---- | -------- | ---------- | ----------------- | ---------------------------------------- |
| :    | U+003A   | 1-1-7      | &#x3A; &#58;      | 쌍점, 콜론 colon                         |
| ˸    | U+02F8   |            | &#x2F8; &#760;    | modifier letter raised colon             |
| ܃    | U+0703   |            | &#x703; &#1795;   | syriac supralinear colon bk043 dudtjr123 |
| ܄    | U+0704   |            | &#x704; &#1796;   | syriac sublinear colon                   |
| ፥    | U+1365   |            | &#x1365; &#4965;  | ethiopic colon                           |
| ᠄    | U+1804   |            | &#x1804; &#6148;  | mongolian colon                          |
| ⁝    | U+205D   |            | &#x205D; &#8285;  | tricolon                                 |
| ∶    | U+2236   |            | &#x2236; &#8758;  | 비 ratio                                 |
| ꛴    | U+A6F4   |            | &#xA6F4; &#42740; | bamum colon                              |
| ꞉    | U+A789   |            | &#xA789; &#42889; | modifier letter colon                    |
| ﹕   | U+FE55   |            | &#xFE55; &#65109; | small colon                              |
| ：   | U+FF1A   | 1-1-7      | &#xFF1A; &#65306; | 쌍점(전각), 콜론(전각) fullwidth colon   |

## 같이 보기
- 쌍반점 (;)